# Toni Frissell
Toni Frissell, ou Antoinette Frissell Bacon, née le 10 mars 1907 à New York et morte le 17 avril 1988 à Long Island, est une photographe américaine connue pour ses photographies de mode et de la Seconde Guerre mondiale, ainsi que pour ses portraits photographiques de célébrités américaines et européennes, d'enfants, et de femmes de toutes classes sociales. 

## Biographie
Antoinette Frissell est née en 1907, à Manhattan, fille de Lewis Fox Frissell, enseignant en médecine à l'université Columbia et directeur d'un établissement hospitalier newyorkais, et d'Antoinette Wood Montgomery,. Un de ses frères était le cinéaste Varick Frissell, mort accidentellement à Terre-Neuve pendant le tournage du film The Viking en 1931.
Dans les années 1930, elle entre comme secrétaire de rédaction chez Vogue, mais rapidement apprend les bases du métier de photographe avec Cecil Beaton. Elle réalise les photographies des événements mondains, et des photos de mode et des portraits, montrant des femmes naturelles et en mouvement, pratiquant le sport ou la culture physique, en plein air. Elle se spécialise dans les vêtements de sport pour le magazine. Elle a du mal à imposer son style et ses photos privilégiant l'extérieur au studio, dans ce monde de la mode,,.
En 1941, elle couvre la Seconde Guerre mondiale en tant que photographe indépendante. Elle devient la photographe officielle du Women's Army Corps. Dans les années 1950, elle travaille pour Sports Illustrated et pour Life,.
En 1971, elle donne ses tirages photographiques et ses manuscrits relatifs à cette activité à la Bibliothèque du Congrès. Elle meurt en 1988 de la maladie d'Alzheimer à Long Island,.

## Images

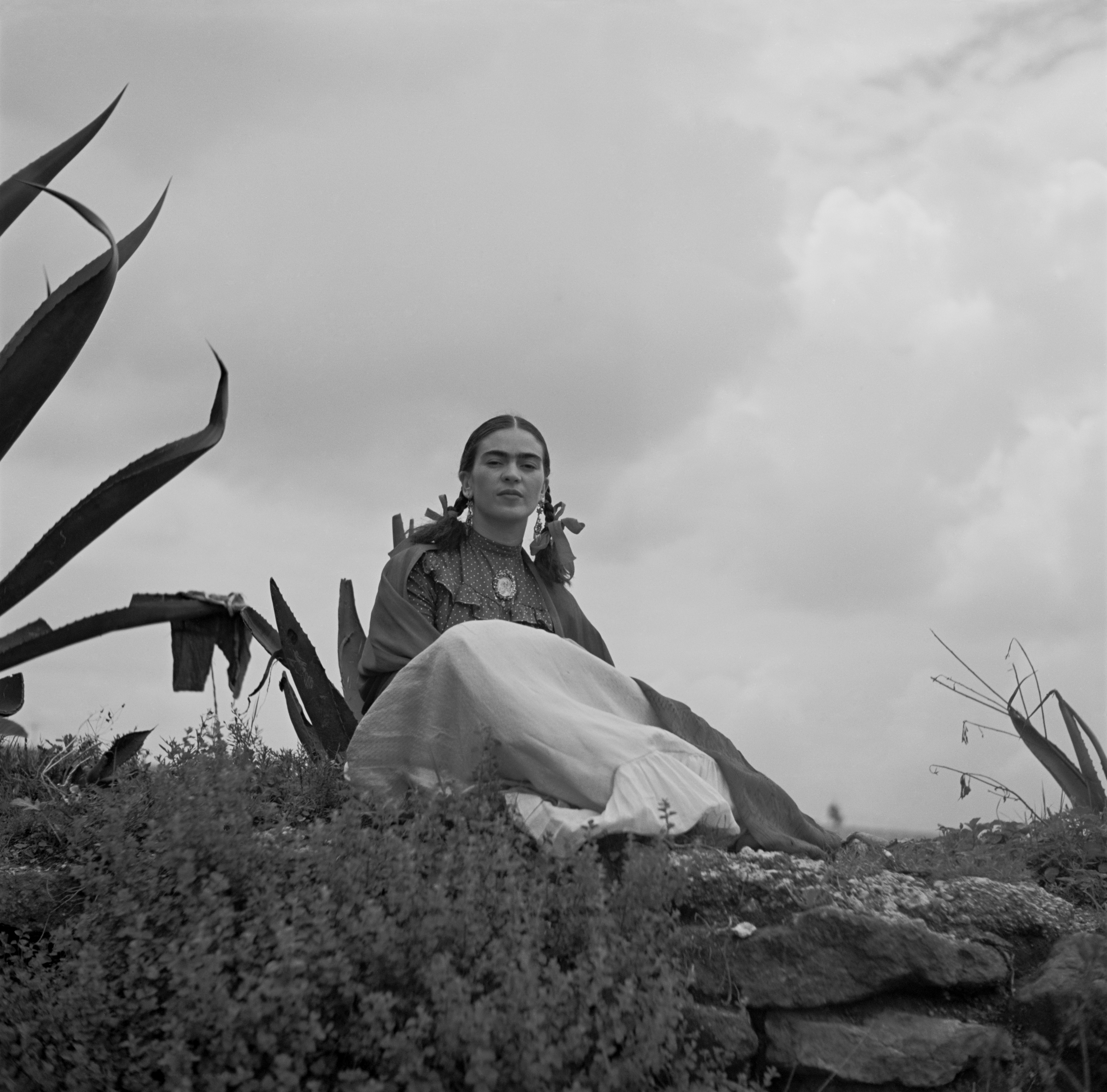
Frida Kahlo.
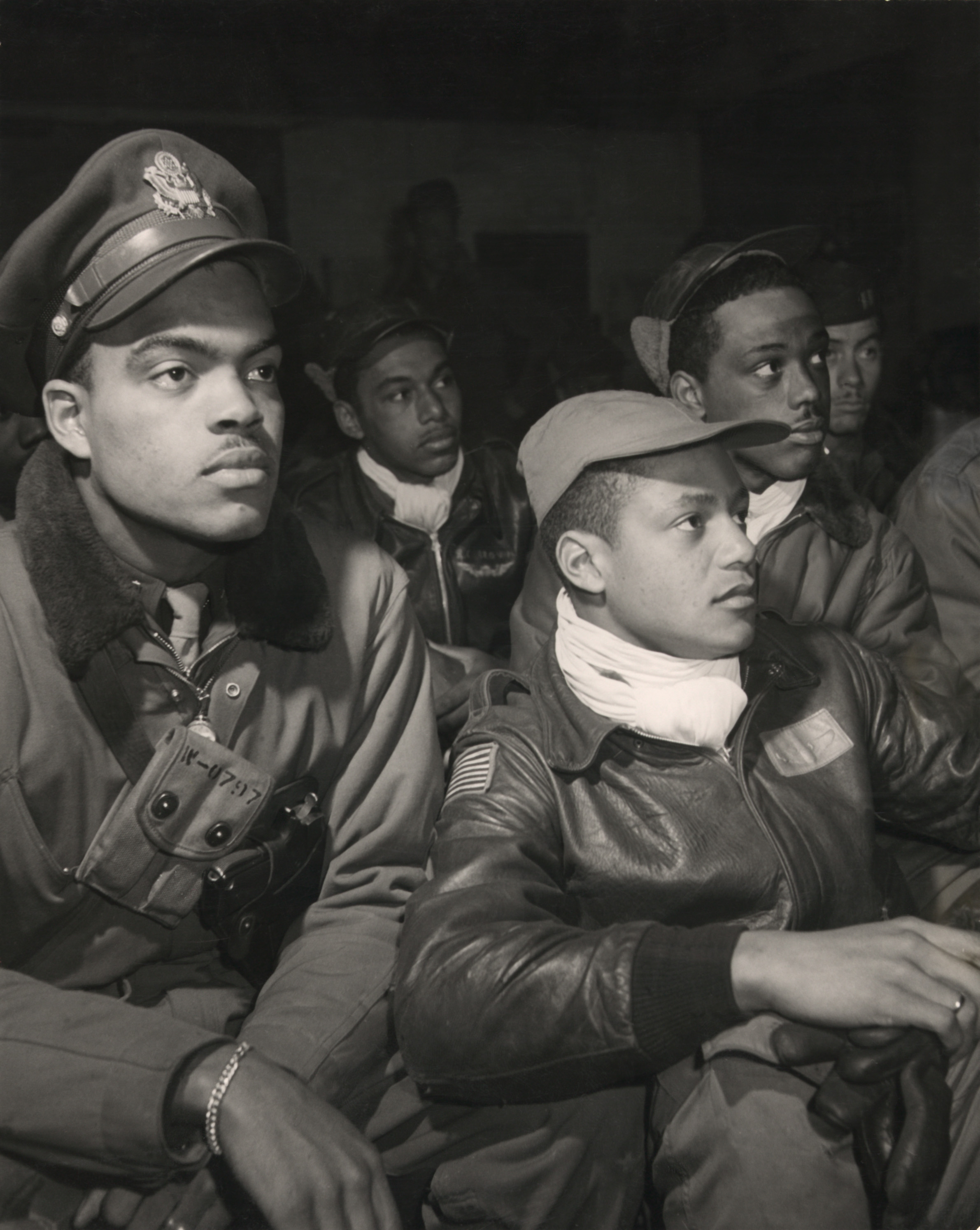
Membres du 332e groupe de combat à Ramitelli (Italie) en mars 1945.
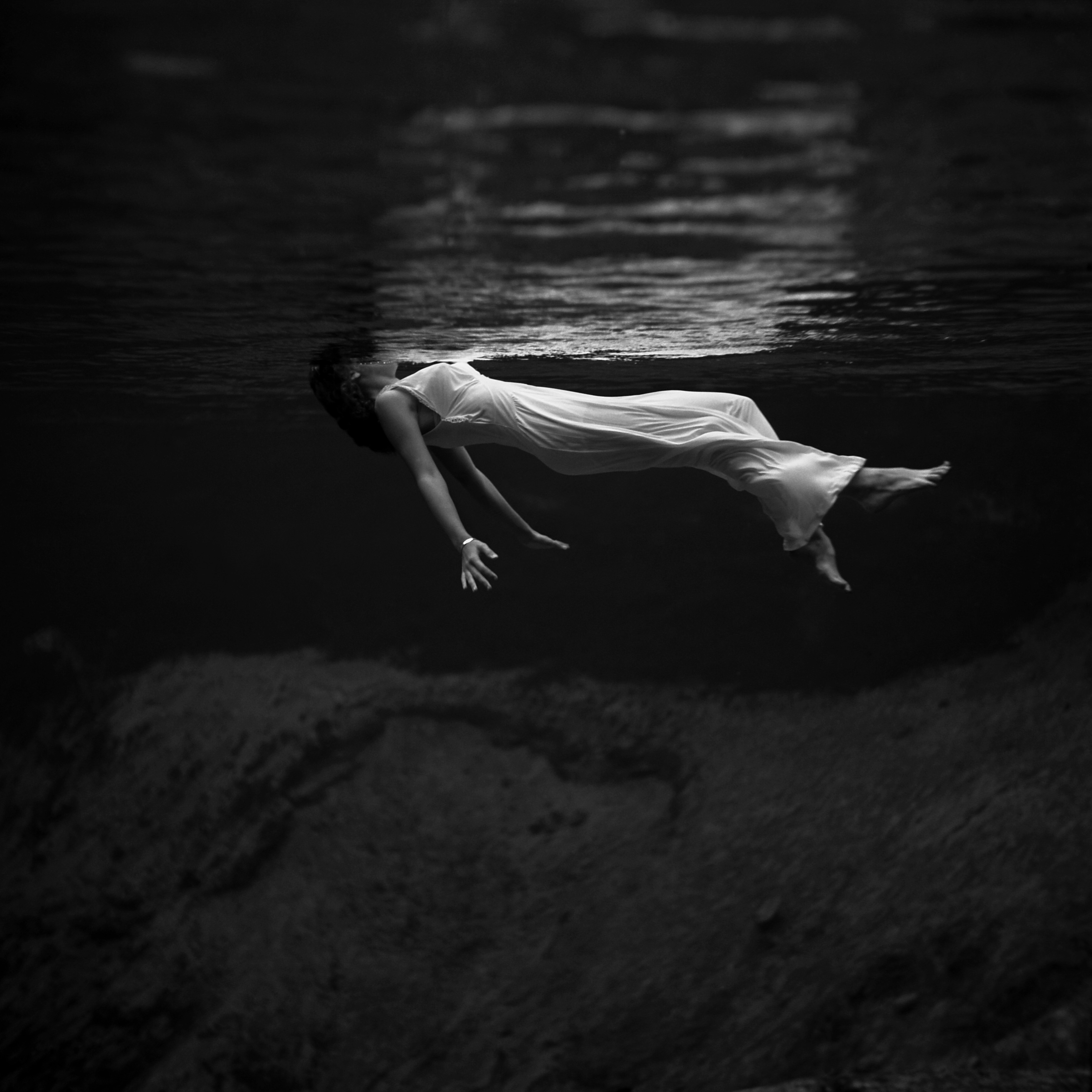
Weeki Wachee en 1947.
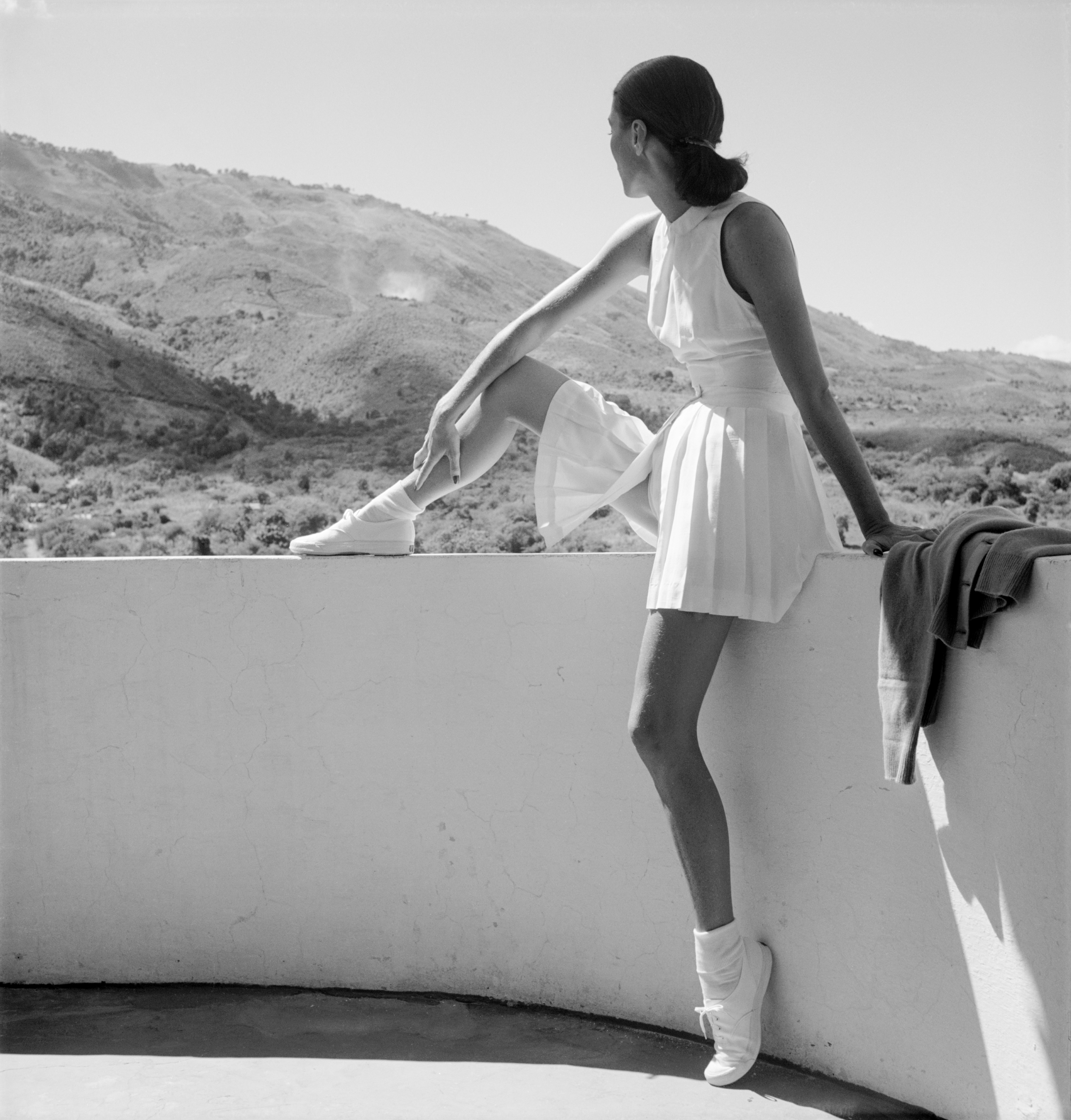
Teniswoman en 1947.
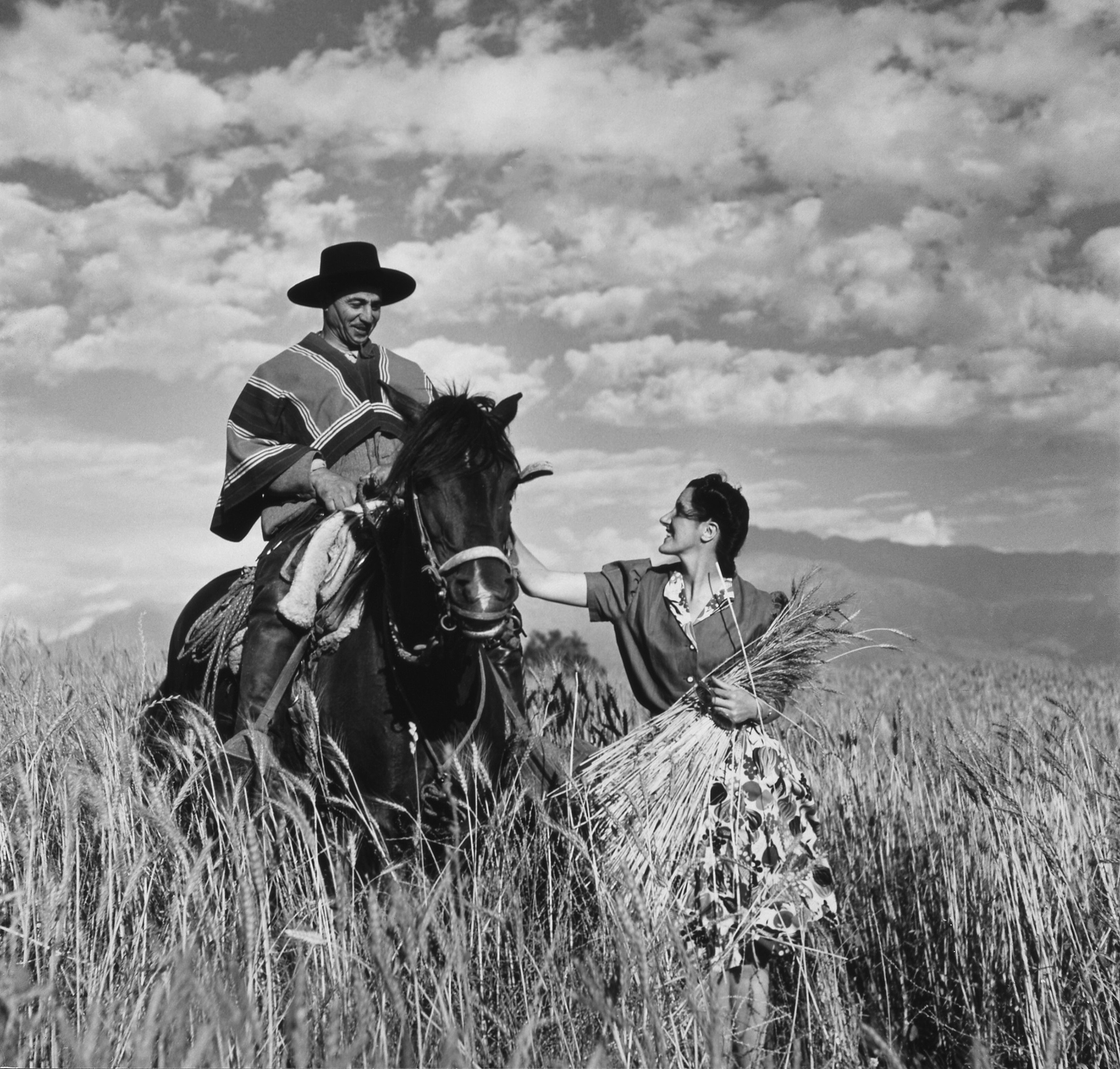
Un huaso du Chili et son épouse en 1940.
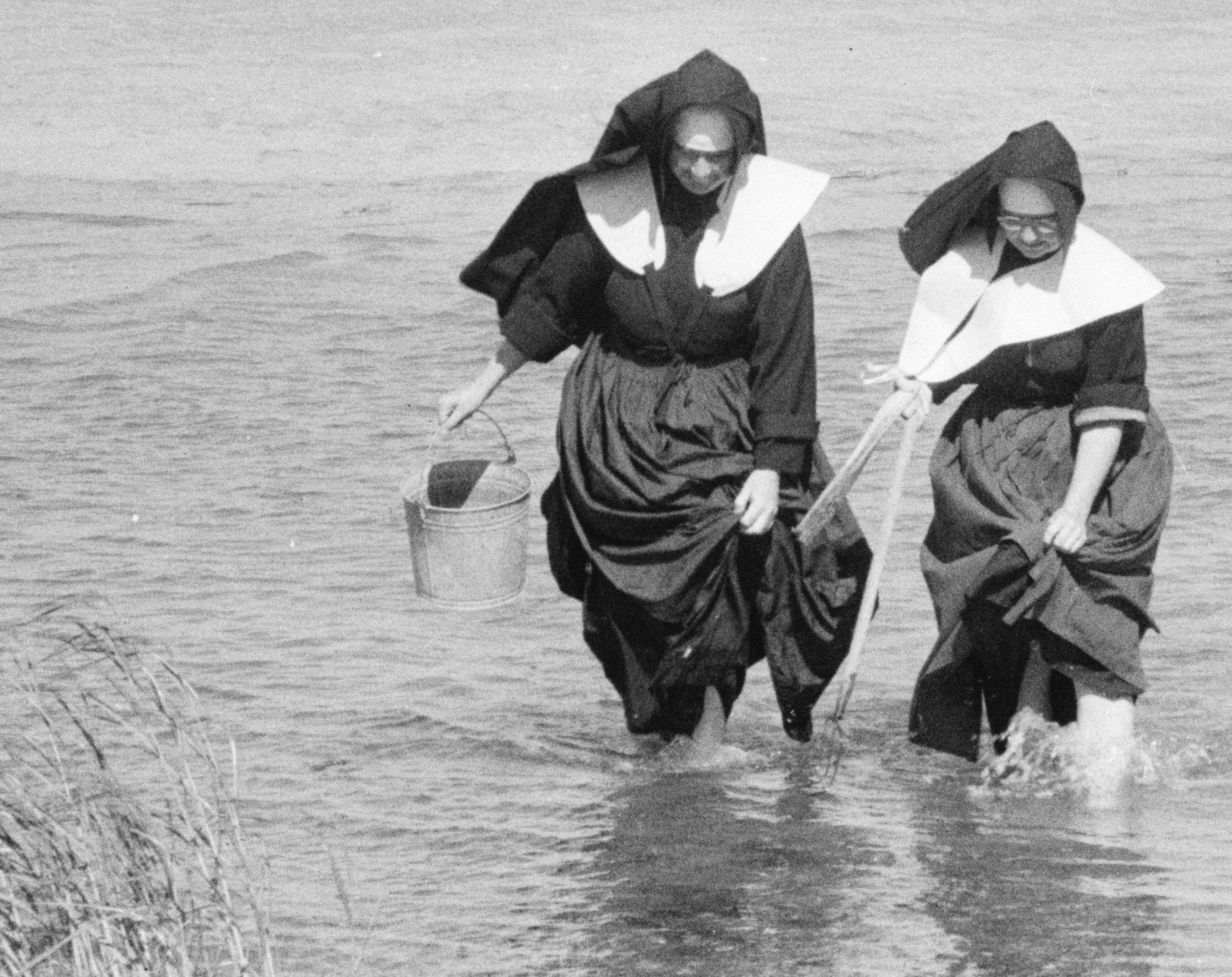
Des nonnes à Long Island.
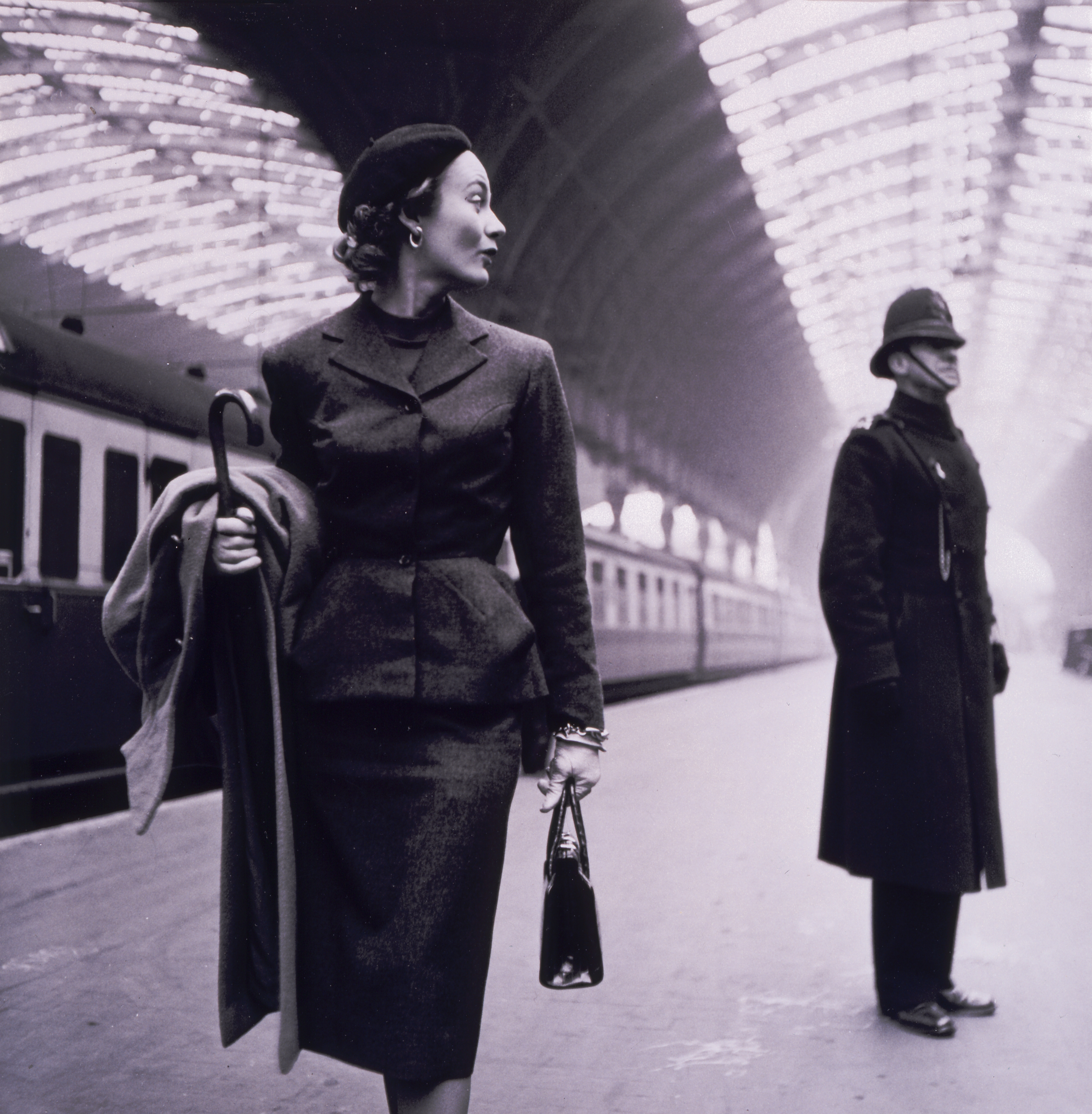
Photo de Lisa Fonssagrives à la gare de Paddington en 1951.

### Autres projets
- Œuvres photographiques de Toni Frissell sur Commons